# Kultura (zespół muzyczny)
Kultura – polski zespół reggae.

## Historia
Powstał w 1983 roku w Warszawie na bazie wcześniejszych amatorskich formacji – Ultra-Violet (później Salut) z warszawskiego Ursynowa, grającej reggae, ska i rocksteady, związanej z klubem Remont i Domem Kultury na ul. Łowickiej, oraz sekcji rytmicznej punkowej grupy Salt 10 z warszawskiej Ochoty. Zespół znalazł miejsce w klubie Hybrydy w pomieszczeniu prób czołowego wówczas zespołu grającego reggae w Polsce – Izraela, do którego trafił za sprawą warszawskiego dziennikarza muzycznego Sławka Gołaszewskiego. Z czasem coraz więcej muzyków z Kultury zaczęło grać równolegle w Izraelu, aż w końcu obie grupy zaczęły dawać koncerty pod wspólnym szyldem jako supergrupa Kultura-Izrael. Z reguły obie formacje występowały na tych samych koncertach, gdzie Kultura zazwyczaj otwierała wieczór lub poprzedzała Izraela, a Izrael, jako główny punkt wieczoru, zamykał koncert. Scalenie obu zespołów z czasem stało się tak duże, że w praktyce różniły się one tylko sekcją rytmiczną, a obaj główni wokaliści śpiewali w drugim z zespołów w chórkach i refrenach, grając również na gitarach rytmicznych lub instrumentach perkusyjnych. Kulturze towarzyszyło jednak więcej muzyków w chórkach i na instrumentach perkusyjnych, podczas gdy Izrael pozostawał na tych koncertach przy skromniejszym, podstawowym składzie. Później, po rozpadzie Kultury, Izrael wrócił do bardziej kameralnego składu i swojej „pojedynczej” nazwy.
Kultura była ciekawym zjawiskiem, gdyż nie tylko posiadała najpotężniejszy wówczas w Polsce podstawowy skład muzyków, ale na jej koncertach występowało zazwyczaj również wielu przyjaciół zespołu – gdzie łącznie z kilkoma dodatkowymi osobami w chórkach i kilkoma innymi na instrumentach perkusyjnych na estradzie przebywało czasami naraz nawet kilkanaście osób. Łącznie przez zespół przewinęło się kilkudziesięciu muzyków – podobnie jak w przypadku Izraela.
Teksty utworów były autorstwa Dariusza Malejonka, natomiast muzyka była wspólnym dziełem członków zespołu.
Muzycy występowali m.in. kilkakrotnie na festiwalach w Jarocinie, warszawskim „Róbrege” i świnoujskiej „FAMIE”.
W 1985 roku na składance Fala ukazał się utwór „Lew ja i ja dub” – jedyny do tej pory oficjalny zapis fonograficzny Kultury.

## Muzycy
- Dariusz Malejonek, „Maleo” – śpiew, gitara rytmiczna
- Tomasz Ber, „Lego” – gitara solowa
- Aleksander Dziki, „Alik” – gitara basowa
- Piotr Żyżelewicz, „Stopa” – perkusja
- Piotr Strembicki, „Szpeniaga”, później „Shpennyagah” – instrumenty klawiszowe, później współpracował z zespołem jako akustyk (tworząc duby utworów zespołu w czasie koncertów)
- Piotr Subotkiewicz, „Samochód”, później „Sam-o-Huut” – flet, później także instrumenty klawiszowe
- Sławomir Gołaszewski, znany wówczas jako „Dr Avane” – klarnet
- Błażej Pajda, „Krzaczasty”, później „Ksha-Jah-Sty” – trąbka
- Sławomir Lewandowski, „Rudi” – saksofon altowy

## Dyskografia

### Bootlegi
- Koncert Jarocin – MC (1984)
- Koncert Róbrege – MC (1985)
- Koncert Brodnica – MC (1986)

### Kompilacje
- Fala – LP (Polton 1985) – utwór: „Lew ja i ja dub”
- Utwory na składankach wydawanych z okazji FAMY i Róbrege

### Materiały archiwalne
- Utwór Message z Syjonu z festiwalu Fama rok 1984
- Utwór Lew Ja i Ja Dub z płyty Fala (Polton 1985)
- Utwór Lew Ja i Ja z festiwalu Fama 1984 rok